# محمود حجتي
محمود حجتي (بالفارسية: محمود حجتي، من مواليد 9 أكتوبر 1955) سياسي وإصلاحي إيراني. هو وزير الزراعة في حكومة حسن روحاني منذ 2013. وقد شغل حجتي هذا المنصب الوزاري من قبل في حكومة محمد خاتمي في الفترة من 2000 حتى 2005.